# 槙口みき
槙口 みき（まきぐち みき、1986年8月3日 - ）は、日本の女性声優。新潟県出身。

## 人物
専門学校東京アナウンス学院卒業。
2012年12月31日、病気のため所属していた81プロデュースを退所。その後は療養のために声優活動を休止することをブログで発表した。

## 後任
槙口の2012年の活動休止後、持ち役を引き継いだのは以下の通り。
| 後任       | 役名       | 概要作品                                    | 後任の初担当                             |
| ---------- | ---------- | ------------------------------------------- | ---------------------------------------- |
| 夏吉ゆうこ | ファスナー | 『パンティ&ストッキングwithガーターベルト』 | 『New PANTY & STOCKING with GARTERBELT』 |

## 出演
太字はメインキャラクター。

### テレビアニメ
2010年
- 会長はメイド様!（男の子B）
- 刀語（小坊主）
- バクマン。（女子生徒）
- パンティ&ストッキングwithガーターベルト（ファスナー、カウパー 他）
- MAJOR 6th season（男の子）
- メタルファイト ベイブレード 爆（客B）

2011年
- 銀魂'（子供A）
- ダンタリアンの書架（使用人）
- Dororonえん魔くん メ〜ラめら（おばちゃん）
- へうげもの（おとく）

2012年
- ZETMAN（キャスター）
- とっとこハム太郎（アルパカ）
- バクマン。3（六塚）

### OVA
2010年
- メジャー・メッセージ（ピッチャー）

2011年
- オレ様キングダム（大東さん・にゃんこ)

### 劇場アニメ
2012年
- 神秘の法（小学校の先生）
- ドットハック セカイの向こうに

### ゲーム
2012年
- オレ様キングダム イケメン彼氏をゲットしよ! もえキュン スクールデイズ（大東さん[4]）
- ブレイブリーデフォルト フライングフェアリー

2013年
- ブレイブリーデフォルト フォーザ・シークウェル

### ドラマCD
- ナナとカオル（ナナの母）
- 身代わり王子の純愛（広夢の母）

### その他
- 月刊コミックTVドラマシアター（BS11）『ビーチスターズ』（さなえのパートナー）
- TAKAMICHI SUMMER WORKS（セミ）